# Осокино (Кировская область)
Осокино — деревня в Омутнинском районе Кировской области. Входит в состав Омутнинского городского поселения.

## География
Находится у западной границы города Омутнинск.

## История
Деревня образована на месте бывшего починка Ворошинский, основанного кежаком Аверьяном Ворошиным. В деревне базировался коопхоз ОМЗ, позднее подсобное хозяйство этого завода. С середины 1960-х годов отделение совхоза «Северный» и позднее — колхоз «Пригородный».

## Население
Постоянное население составляло 235 человек (русские 96 %) в 2002 году, 218 в 2010.